# Roots drink

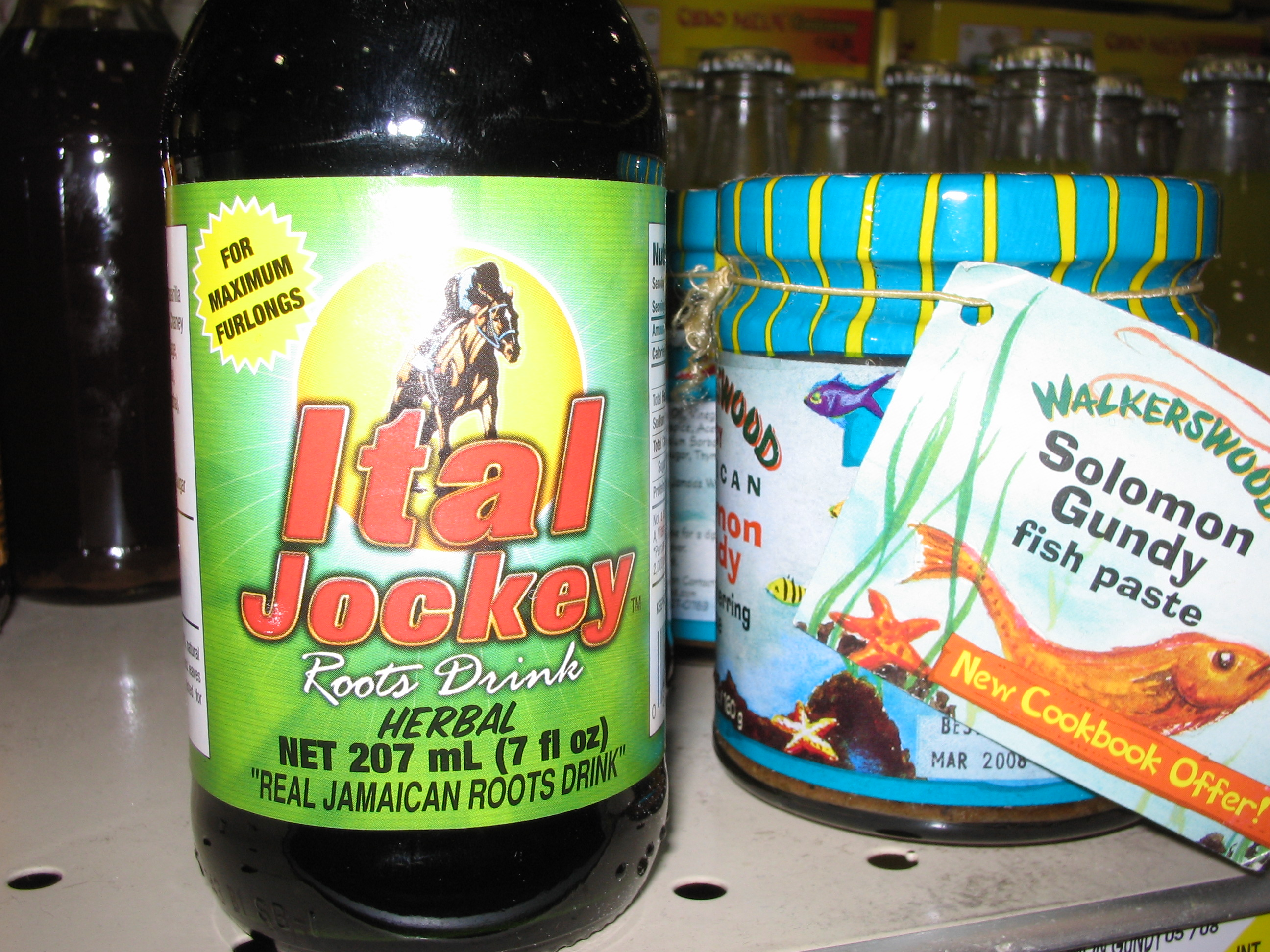
Botella de roots drink, con su acompañamiento jamaicano tradicional: paté de pescado Solomon Gundy. Ambos productos típicos de una dieta ital.

Roots wine (en inglés, «vino de raíces» /ruːts waɪn/) o más conocido como roots drink («bebida de raíces» /ruːts drɪŋk/ o a veces, herbal drink) es un licor de hierbas y bebida medicinal popular en Jamaica. Se cree que tiene cualidades saludables y afrodisíacas para los hombres.
El vino de raíz está hecho de una variedad de hierbas y raíces, a menudo mezcladas con miel o melaza. Se fermenta naturalmente y es ligeramente efervescente, típicamente contiene menos del 5% de alcohol.

## Ingredientes
Junto a cada hierba silvestre se incluye su nombre local usado en Jamaica: